# Sungai Pinang (Sungai Manau)
Sungai Pinang is een bestuurslaag in het regentschap Merangin van de provincie Jambi, Indonesië. Sungai Pinang telt 670 inwoners (volkstelling 2010).